# Return to Forever
Return to Forever es una banda estadounidense de jazz fusión creada hacia finales de 1971 y liderada por el pianista Chick Corea. Junto Weather Report, Mahavishnu Orchestra y The Headhunters se les considera los pioneros del jazz fusión.

## Historia

### Primera formación
Su primera formación estaba integrada por Chick Corea en teclados, Stanley Clarke en bajo, Joe Farrell en saxo soprano y flautas y Airto Moreira en la percusión. La esposa de Airto, Flora Purim, ejerció el trabajo vocal de la banda.
Tras un tiempo de experimentación, en febrero de 1972 graban su primer álbum, titulado con el mismo nombre del grupo, Return to Forever, en el que se incluyó la célebre composición de Corea llamada La Fiesta. En septiembre de ese mismo año graban Light as a Feather, un compilado de melodías brasileras reinterpretadas desde las influencias del jazz al que venía apuntando el grupo.

### Segunda formación
En los primeros meses de 1973, Return to Forever toma un rumbo diferente. Al incorporarse el guitarrista Bill Connors y el enérgico baterista Lenny White, el grupo se lanza de lleno al jazz fusión, y en ese mismo año, en agosto, graban Hymn of the Seventh Galaxy, disco que los transporta hacia el reconocimiento general como uno de los máximos exponentes del movimiento del jazz rock, junto a Mahavishnu Orchestra y Weather Report.
En dicha línea musical, en el verano de 1974 se suma a Return to Forever, para reemplazar a Connors, el joven y virtuoso guitarrista Al Di Meola. Con esta incorporación el grupo encontró su momento de máxima creatividad y calidad, grabando varios trabajos que fueron, en todos los casos, fieles exponentes de la energía y plenitud del jazz rock, representado de manera inconfundible con esta banda.
Así es que graban, en 1974, Where Have I Known You Before; en 1975 No Mystery; y en 1976 el paradigmático Romantic Warrior, considerado por algunos críticos como su obra maestra.

### Tercera formación
Una tercera edición del grupo surgió en 1977, al incorporarse nuevos músicos auxiliares en vientos, el percusionista Gerry Brown y la por entonces futura nueva esposa de Corea, Gayle Moran, en la voz. Esta nueva formación grabó el álbum Music Magic, y el cuádruple Return to Forever Live, el cual refleja la tremenda energía de la banda en sus performances en vivo, y constituye su última grabación antes de la disolución del grupo.
En 2010, Corea reúne al grupo realizando una gira mundial, con la formación de Corea, Clarke, Di Meola y White.
Como consecuencía de esta reunión se edita un disco de grandes éxitos con material antiguo, y un disco doble en vivo grabado en Montreux (Suiza), llamado Returns.

### Cuarta formación
En 2011, Corea reúne de nuevo al grupo como "Return to Forever IV", y proyecta una gira mundial (Hymn Of The Seventh Galaxy Tour 2011), con Clarke en el bajo, White en la batería, Frank Gambale en la guitarra eléctrica y el violinista Jean-Luc Ponty.

## Discografía

### Álbumes de estudio
- Return to Forever (1972)
- Light as a Feather (1973)
- Hymn of the Seventh Galaxy (1973)
- Where Have I Known You Before (1974)
- No Mystery (1975)
- Romantic Warrior (1976)
- Musicmagic (1977)

### Álbumes en vivo
- Live (1978)
- Returns (2008)
- Marciac Festival France 2011 (2011)
- The Mothership Returns (2012)
- Electric Lady Studio, NYC, June 1975 (2015)
- Jazz Workshop. Boston, Ma, May 15,1973 (2019)
- San Sebastian Jazz Festival 2008 (2020)
- Live in Japan 1983 (2021)
- Alive in America (2022)

### Recopilaciones
- The Best of Return To Forever (1980)
- Return To Forever (1981)
- Return to the Seventh Galaxy: The Anthology (1996)
- This Is Jazz 12 - Return To Forever (1996)
- Return to Forever: The Anthology (2008)
- The Definitive Collection (2008)

## Galería
|                                                                                      |
| Return to Forever en el Onondaga Community College de Siracusa (Nueva York) en 1974. |

|                                       |
| Stanley Clarke en la misma actuación. |